# Нічого окрім правди (фільм, 2008)
«Нічого окрім правди» (англ. Nothing But the Truth) — американська політична драма 2008 року, знята режисером Родом Лурі з Кейт Бекінсейл в головній ролі.

## Сюжет
Після замаху на президента уряд США покладає відповідальність на Венесуелу і здійснює авіаудар по Каракасу. Через деякий час в руки відомої журналістки Рейчел Армстронг (Кейт Бекінсейл) потрапляє секретний звіт, з якого випливає, що ніяких доказів зв'язку замаху з Венесуелою не існує. Сенсаційна стаття Рейчел притягує увагу суспільства в першу чергу до автора звіту — секретного агента Еріки Ван Дорен (Віра Фарміґа). Але влада стурбована іншим: хто розкрив агента ЦРУ? хто допустив витік інформації? З метою взнати ім'я «зрадника» з'являється спеціальний прокурор Паттон Дюбуа (Метт Діллон), що погрожує Рейчел притягненням до суду за відмову видати ім'я джерела «в інтересах національної безпеки». Але журналістка не збирається здаватись і має намір стояти на своєму до кінця.

## У ролях
- Кейт Бекінсейл — Рейчел Армстронг
- Метт Діллон — спеціальний прокурор Паттон Дюбуа
- Анджела Бассетт — Бонні Бенджамін
- Алан Алда — адвокат Алан Бернсайд
- Віра Фарміґа — Еріка Ван Дорен
- Девід Швіммер — Рей Армстронг
- Ной Вайл — Евріл Ааронсон
- Флойд Абрамс — суддя Холл
- Престон Бейлі — Тіммі Армстронг